# بارمن

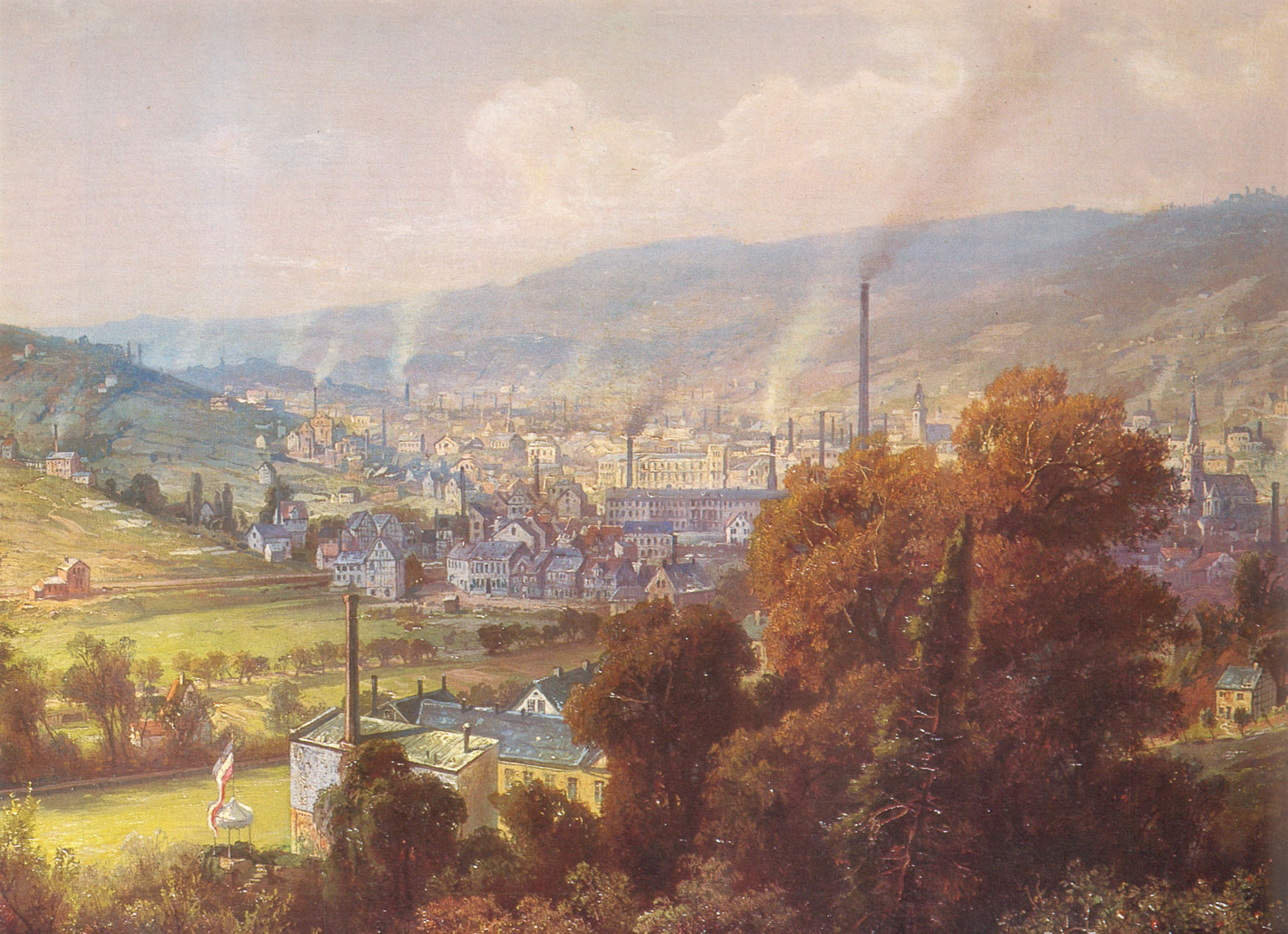
بارمن في عام 1870. اللوحة التي كتبها أغسطس فون ويلي

بارمن (بالألمانية: Barmen) هي مدينة صناعية سابقة في منطقة Bergisches Land، ألمانيا. اندمجت مع أربع مدن أخرى في عام 1929 لتشكيل مدينة فوبرتال. أسست المدينة، جنبا إلى جنب مع بلدة Elberfeld المجاورة، أول نظام ترام أحادي معلق كهربائي، وهو ترام قطار فوبرتال المعلق العائم. كان بارمن مركزًا رائدًا لكل من الثورة الصناعية المبكرة في البر الرئيسي الأوروبي، وللحركة الاشتراكية ونظريتها. كان موقع أحد معسكرات الاعتقال الأولى في ألمانيا النازية، KZ Wuppertal-Barmen، والمعروف لاحقًا باسم معسكر اعتقال Kemna.
Oberbarmen (بارمن العليا) هو الجزء الشرقي من بارمن، و Unterbarmen (بارمن السفلى) الجزء الغربي.

## ميراث
تم تسمية الكويكب 118173 بارمن على شرفها، احتفالا بالسينودس لعام 1934 الذي أصدر إعلان بارمن الذي يحدد المعارضة البروتستانتية للأيديولوجية القومية الاشتراكية.

## الناس من بارمن
- ماكس بوكمل (1882-1949، كيميائي
- والتر يوليوس بلوم (1898-1945) (كيليان كول)، مؤلف ومتلقي الصليب الحديدي
- مسقط رأس فريدريش إنجلز
- أدلين ريترهاوس (1876-1924)، عالم فقه، باحث في الأدب الاسكندنافي القديم، وناشط في مساواة المرأة
- فريدريش فيلهلم مولر (1897-1947) ، «جزار كريت»
- مسقط رأس هيرمان إبينغهاوس

## السكان التاريخية
| عام           | تعداد السكان |
| ------------- | ------------ |
| 1591          | حوالي 1000   |
| 1640          | حوالي 1900   |
| 1800          | حوالي 12000  |
| 1810          | 16289        |
| 1816          | 19030        |
| 1840          | 30847        |
| 1 ديسمبر 1875 | 86504        |
| 1 ديسمبر 1890 | 116144       |
| 1 ديسمبر 1900 | 141947       |
| 1905          | 156148       |
| 1 ديسمبر 1910 | 169214       |
| 1 ديسمبر 1919 | 156326       |
| 16 يونيو 1925 | 187099       |